# Саратога (тауншип, Миннесота)
Саратога (англ. Saratoga) — тауншип в округе Уинона, Миннесота, США. На 2000 год его население составило 573 человека.

## География
По данным Бюро переписи населения США площадь тауншипа составляет 92,4 км², из которых 92,4 км² занимает суша, водоёмов нет.

## Демография
По данным переписи населения 2000 года здесь находились 573 человека, 174 домохозяйства и 148 семей.  Плотность населения —  6,2 чел./км².  На территории тауншипа расположено 184 постройки со средней плотностью 2,0 построек на один квадратный километр. Расовый состав населения: 98,78 % белых, 0,35 % коренных американцев, 0,35 % азиатов, 0,52 % — других рас США. Испанцы или латиноамериканцы любой расы составляли 0,70 % от популяции тауншипа.
Из 174 домохозяйств в 45,4 % воспитывались дети до 18 лет, в 75,9 % проживали супружеские пары, в 5,2 % проживали незамужние женщины и в 14,9 % домохозяйств проживали несемейные люди. 12,6 % домохозяйств состояли из одного человека, при том 5,2 % из — одиноких пожилых людей старше 65 лет. Средний размер домохозяйства — 3,29, а семьи — 3,64 человека.
38,2 % населения — младше 18 лет, 6,6 % — в возрасте от 18 до 24 лет, 26,0 % — от 25 до 44, 20,1 % — от 45 до 64, и 9,1 % — старше 65 лет. Средний возраст — 31 год. На каждые 100 женщин приходилось 116,2 мужчин.  На каждые 100 женщин старше 18 приходилось 112,0 мужчин.
Средний годовой доход домохозяйства составлял 44 219 долларов, а средний годовой доход семьи —  47 500 долларов. Средний доход мужчин —  35 833  доллара, в то время как у женщин — 23 438. Доход на душу населения составил 16 518 долларов. За чертой бедности находились 10,1 % семей и 18,7 % всего населения тауншипа, из которых 31,1 % младше 18 и 11,8 % старше 65 лет.